# Robin MacArthur
Pour les articles homonymes, voir MacArthur.
Robin MacArthur (née en 1978 dans le Vermont) est un écrivaine américaine.

## Œuvres traduites en français
- Half Wild, 2016[1]

traduit en français sous le titre Le Cœur sauvage par France Camus-Pichon, Paris, Albin Michel, 2017, 224 p.  (ISBN 978-2-226-42433-4)
- Heart Spring Mountain, 2017[3]

traduit en français sous le titre Les Femmes de Heart Spring Mountain par France Camus-Pichon, Paris, Albin Michel, 2019, 368 p.  (ISBN 978-2-226-32281-4)